# Tres (canción de Juanes)
«Tres» es una canción del cantante colombiano Juanes, incluida en su último álbum La vida... es un ratico, del año 2007. Fue lanzada como el tercer sencillo mundial durante el segundo cuarto de 2008. El video oficial fue lanzado el 5 de mayo.

## Videoclip
El videoclip oficial de "Tres" muestra a Juanes tocando en un escenario oscuro donde lo rodean luces de neón acomodadas verticalmente, en él se muestran a varias bailarinas que danzan y dan grandes saltos a lo largo del video.
En Colombia fue número uno en el top40 durante más de 4 semanas.
- Datos: Q9089722